# Kolo srpskih sestara
Kolo srpskih sestara je žensko kulturno-prosvjetno, domoljubno, nestranačko i humanitarno društvo osnovano 1903. godine u Beogradu. Među osnivačima društva ističu se Nadežda Petrović, Delfa Ivanić, Katarina Milovuk, Draga Ljočić, Anđelija Stančić, Branislav Nušić i Ivan Ivanić.
Okružne organizacije Kola srpskih sestara osnovane su u mnogim područjima u kojima žive Srbi. Nakon obnove rada Kola 1990. godine, regionalne organizacije Kola djeluju u okviru eparhija Srpske pravoslavne crkve.  Danas Kolo ima 23 odbora širom Republike Srbije koji uključuju oko 2000 žena.